# Pic poignardé
Xiphidiopicus percussus
Genre
Espèce
Statut de conservation UICN

 LC  : Préoccupation mineure
Synonymes
- Picus percussus (Protonyme)

Le Pic poignardé (Xiphidiopicus percussus) est une espèce d'oiseaux de la famille des Picidae, l'unique représentant du genre Xiphidiopicus.
Cet oiseau est endémique de Cuba.

## Liste des sous-espèces
Selon le Congrès ornithologique international (version 10.1 2020) :
- X. p. percussus (Temminck, 1826) — Cuba ;
- X. p. insulaepinorum Bangs, 1910 — île des Pins, Cayes Cantiles (es), Jardines de la Reina.